# Stelling van Grothendieck-Hirzebruch-Riemann-Roch

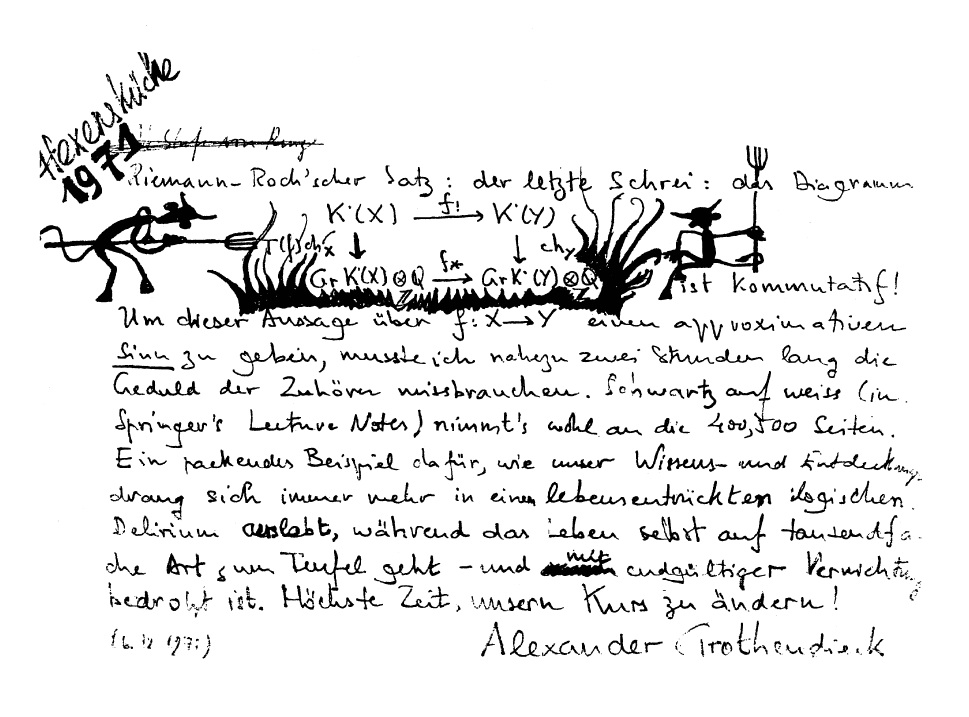
Grothendiecks commentaar over de stelling van Grothendieck-Hirzebruch-Riemann-Roch

In de algebraïsche meetkunde, een deelgebied van de wiskunde, is de stelling van Grothendieck-Hirzebruch-Riemann-Roch een verreikend resultaat over samenhangende cohomologie. Het is een veralgemening van de Stelling van Hirzebruch-Riemann-Roch over complexe variëteiten, die zelf weer een veralgemening van de klassieke stelling van Riemann-Roch voor lijnbundels op compacte Riemann-oppervlakken is.
Stellingen van het type Riemann-Roch relateren eulerkarakteristieken van de cohomologie van een vectorbundel aan hun topologische graden, of meer algemeen hun karakteristieke klassen in (co)homologie of algebraïsche analogen daarvan. De klassieke Riemann-Roch stelling doet dit voor krommen en lijnbundels, terwijl de Hirzebruch-Riemann-Roch stelling dit veralgemeent naar vectorbundels over variëteiten. De stelling van Grothendieck-Riemann-Roch plaatst beide stellingen in een relatieve situatie van een morfisme tussen twee variëteiten (of algemener: schema's) en verandert de stelling van een uitspraak over een enkele bundel naar een uitspraak die van toepassing is op ketencomplexen van schoven.
De stelling is zeer invloedrijk geweest, zoals voor de ontwikkeling van de indexstelling van Atiyah-Singer. Omgekeerd kunnen complex-analytische analoga van de Grothendieck-Riemann-Roch stelling bewezen worden met behulp van de indexstelling voor families. Alexander Grothendieck gaf een eerste bewijs in een manuscript uit 1957, dat later gepubliceerd werd. Armand Borel en Jean-Pierre Serre schreven het bewijs van Grothendieck op en publiceerden het in 1958. Later vereenvoudigden en veralgemeenden Grothendieck en zijn medewerkers het bewijs.

## Geschiedenis
Alexander Grothendiecks versie van de stelling van Riemann-Roch werd voor het eerst op schrift gesteld in een brief aan Jean-Pierre Serre rond 1956-1957. Het werd openbaar gemaakt in 1957, op de eerste Bonn Arbeitstagung (een jaarlijkse internationale bijeenkomst voor wiskundigen). Serre en Armand Borel organiseerden vervolgens een seminar aan de Princeton-universiteit gewijd aan het begrijpen van deze stelling en het bewijs. Het uiteindelijk gepubliceerde artikel was in feite de uiteenzetting van Borel-Serre.
De betekenis van Grothendiecks benadering berust op verschillende punten. Ten eerste veranderde Grothendieck de stelling zelf: de stelling werd destijds opgevat als een stelling over een variëteit, terwijl Grothendieck het zag als een stelling over een morfisme tussen variëteiten. Door de juiste veralgemening te vinden, werd het bewijs eenvoudiger terwijl de conclusie algemener werd. Kortom, Grothendieck paste een sterke categorische benadering toe op een moeilijk stuk analyse. Bovendien introduceerde Grothendieck K-groepen, wat de weg vrijmaakte voor de algebraïsche K-theorie.